# Tipula (Sinotipula) seguyana
Tipula (Sinotipula) seguyana is een tweevleugelige uit de familie langpootmuggen (Tipulidae). De soort komt voor in het Oriëntaals gebied.